# Sauerland

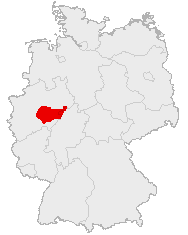
Carte de localisation en Allemagne.

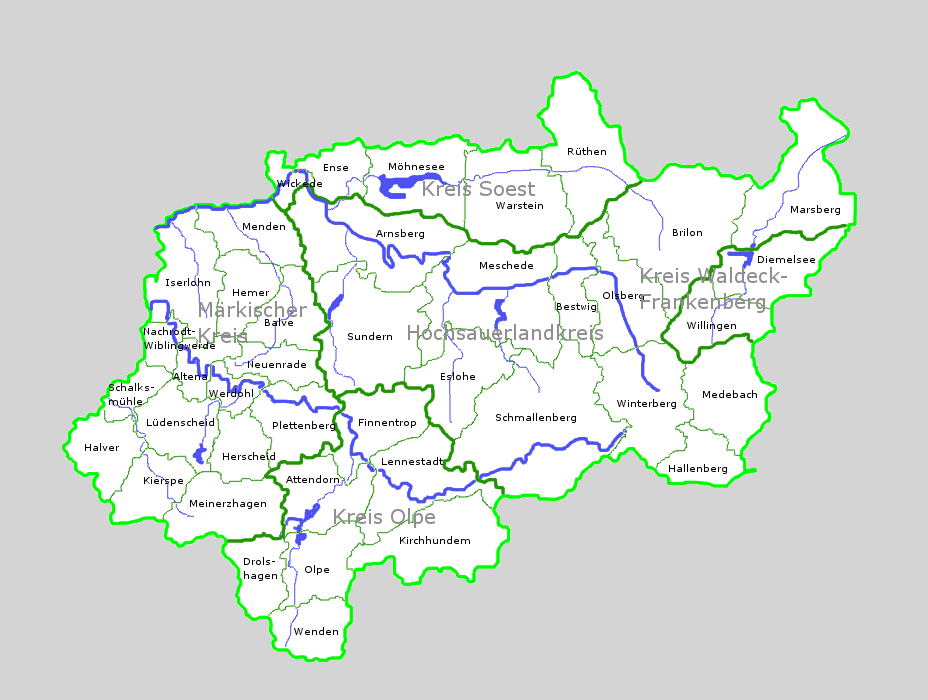
Carte du Sauerland.

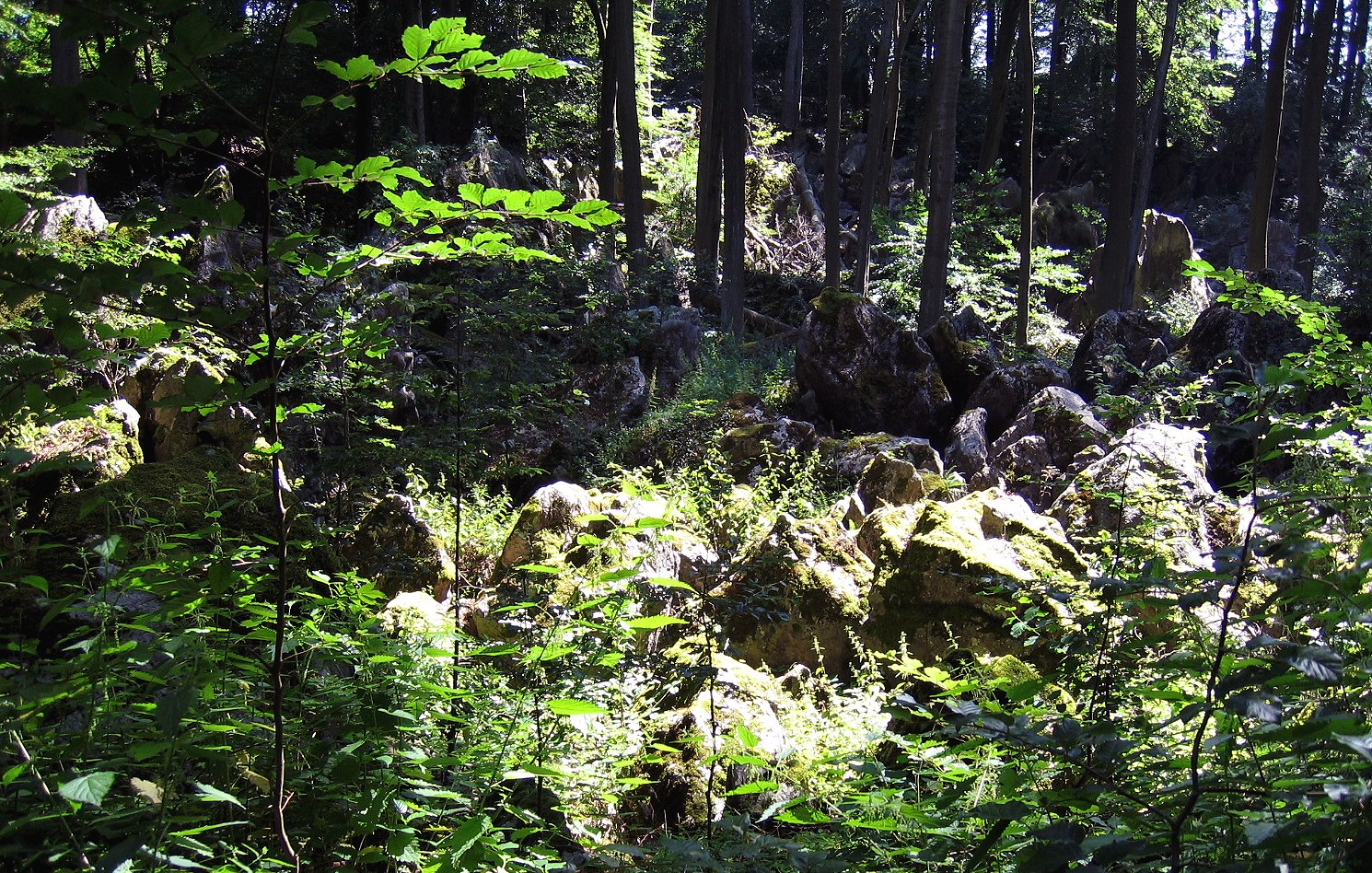
Le chaos rocheux d’Hemer.

Le Sauerland est une région montagneuse au sud-est de la Rhénanie-du-Nord-Westphalie en Allemagne. Les montagnes moyennes du Sauerland qui sont largement boisées atteignent une altitude de 843 m. Le sommet le plus connu est le Kahler Asten avec une altitude de 841 m. Le Sauerland est une région de ski populaire. Ses parties plus élevées disposent d’un climat vivifiant avec des étés frais, des hivers plutôt froids avec abondance de neige et des précipitations annuelles dépassant 1 200 mm.

## Géologie
Le Sauerland est une composante du Massif schisteux rhénan. Il est apparu pour l'essentiel au Dévonien, alors que la région était couverte d'une mer peu profonde. C'est pourquoi les roches les plus abondantes sont les schistes ardoisiers, le grès, la grauwacke et le calcaire. À celles-là s'ajoutent, dans l'est du Sauerland, des roches volcaniques du Dévonien et, ici et là (par exemple à Meggen), des poches de minerais au niveau de l'ancien fond marin.
Les mouvements tectoniques de l'orogenèse varisque au Carbonifère ont plissé les couches de terrain, qui présentent fréquemment des chevauchements et des failles. Le relief d'origine a subi très tôt l'action de l'érosion, de sorte que le Sauerland a été aplani de longue date. Le relief actuel du Sauerland est issu du soulèvement du Massif schisteux rhénan entre la fin du Miocène et le Quaternaire. Depuis, le massif schisteux a été entaillé par les vallées des différentes rivières du pays ; mais le Massif schisteux et en particulier le Sauerland poursuivent encore aujourd'hui leur lente surrection.

Panorama ouest de la crête nord du Ginsterkopf, dans la vallée du Gierskoppbach : on aperçoit à gauche les pitons granitiques de Bruchhaus, au centre Elleringhausen et le mont de Ruthenberg et à l’arrière-plan le massif du Heidkopf et de l'Olsberg, à droite un panorama de la forêt du Haut-Arnsberg et son parc naturel, et à droite les contreforts sud-ouest du Borberg.

Plusieurs régions calcaires du Sauerland présentent des karsts, et il y a des centaines de gouffres et de fontis dans le Nord, entre Iserlohn et la vallée de la Hönne, ainsi que dans la région d’Attendorn et sur le plateau de Brilon. Quelques-uns de ces karsts ont été aménagés et sont ouverts au public, comme les grottes de Dechen à Iserlohn, la grotte d'Atta à Attendorn, les grottes Heinrich du chaos rocheux d’Hemer, les grottes de Bilstein à Warstein et les grottes de Recken à Balve.
Les nombreux gisements de métaux du massif ont été exploités dès le Moyen Âge : les mines du Sauerland ont beaucoup contribué à l'expansion économique de la région dans les siècles passés, donnant naissance à un artisanat sui generis ; ces gisements sont aujourd'hui depuis longtemps épuisés.

## Nature et environnement

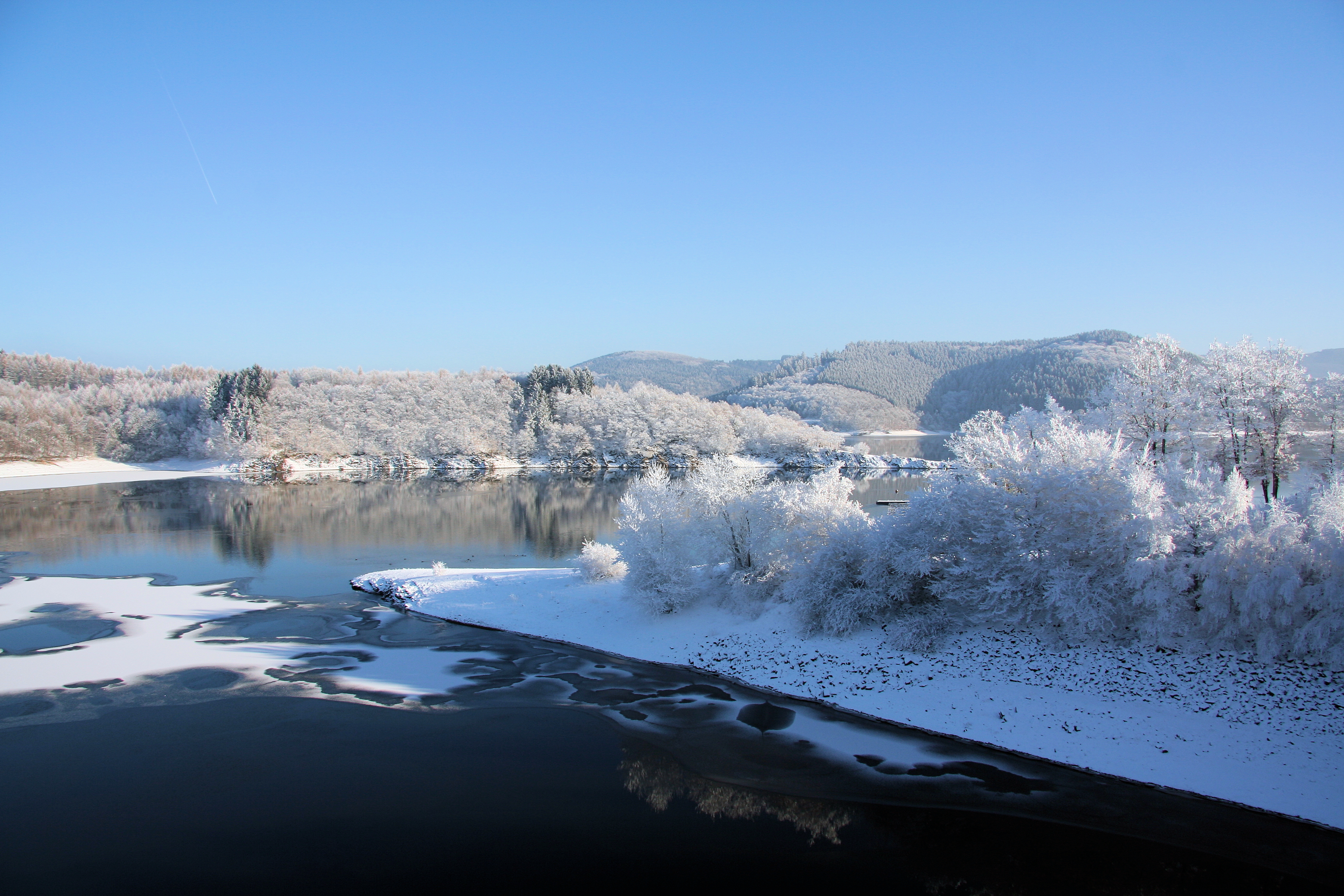
Le lac de Bigge.

Le Sauerland est un pays de montagne moyenne couvert de forêts de hêtres et d’épicéas ; les forêts mixtes, ou les autres essences d'arbre sont plutôt rares. Les nombreuses montagnes l'ont fait parfois désigner comme le pays des milles monts.
Dans la première moitié des années 1960, plusieurs forêts ont été classées en parcs naturels : au nord, entre la Ruhr et la Möhne, il y avait la forêt d’Arnsberg. Le parc naturel des Ebbegebirge recouvrait la plus grande partie du sud-ouest du Sauerland ; le parc naturel de Homert se trouvait entre la vallée de la Lenne au sud-ouest et de la vallée de la Ruhr au nord-est. Le parc naturel des Rothaargebirge s’étendait au nord-est du Sauerland, jusqu’au Wittgensteiner Land et au Siegerland. Le 1er mai 2015, ces trois forêts ont été regroupées au sein du parc naturel de Sauerland-Rothaargebirge, qui est désormais le second plus grand parc naturel d’Allemagne avec une superficie de 3 826 km2. Sur le coteau nord-est du Sauerland et le plateau entre Brilon et Marsberg, se trouve le parc naturel du Diemelsee, à la frontière de l’arrondissement de Waldeck-Frankenberg, en Hesse.
Dans le Nord-Ouest du Sauerland il y a la forêt de Luerwald, zone protégée d'une superficie de 1 618 ha. Elle constitue une partie de la zone Natura 2000 Lürwald und Bieberbach (2 633 ha) et de la ZICO Lürwald und Bieberbach (2 637 ha).
En janvier 2007 la tempête Kyrill s’est accompagnée de nombreux dégâts, particulièrement dans les pinèdes. En 2010, la couverture forestière de l’arrondissement du Haut-Sauerland, de l'arrondissement de La Marck et de l’arrondissement d'Olpe ainsi que celui des communes d’Ense, de Möhnesee, de Rüthen et de Warstein (toutes dans l'arrondissement de Soest), du lac de Diemelsee et du plateau de Willingen (tous deux dans l’arrondissement de Waldeck-Frankenberg) était un peu supérieure, à 50 % ; à titre de comparaison, la couverture forestière de l’ensemble de l’Allemagne est de 30,1 % (2009), celle de Rhénanie-du-Nord-Westphalie de 25,6 %.

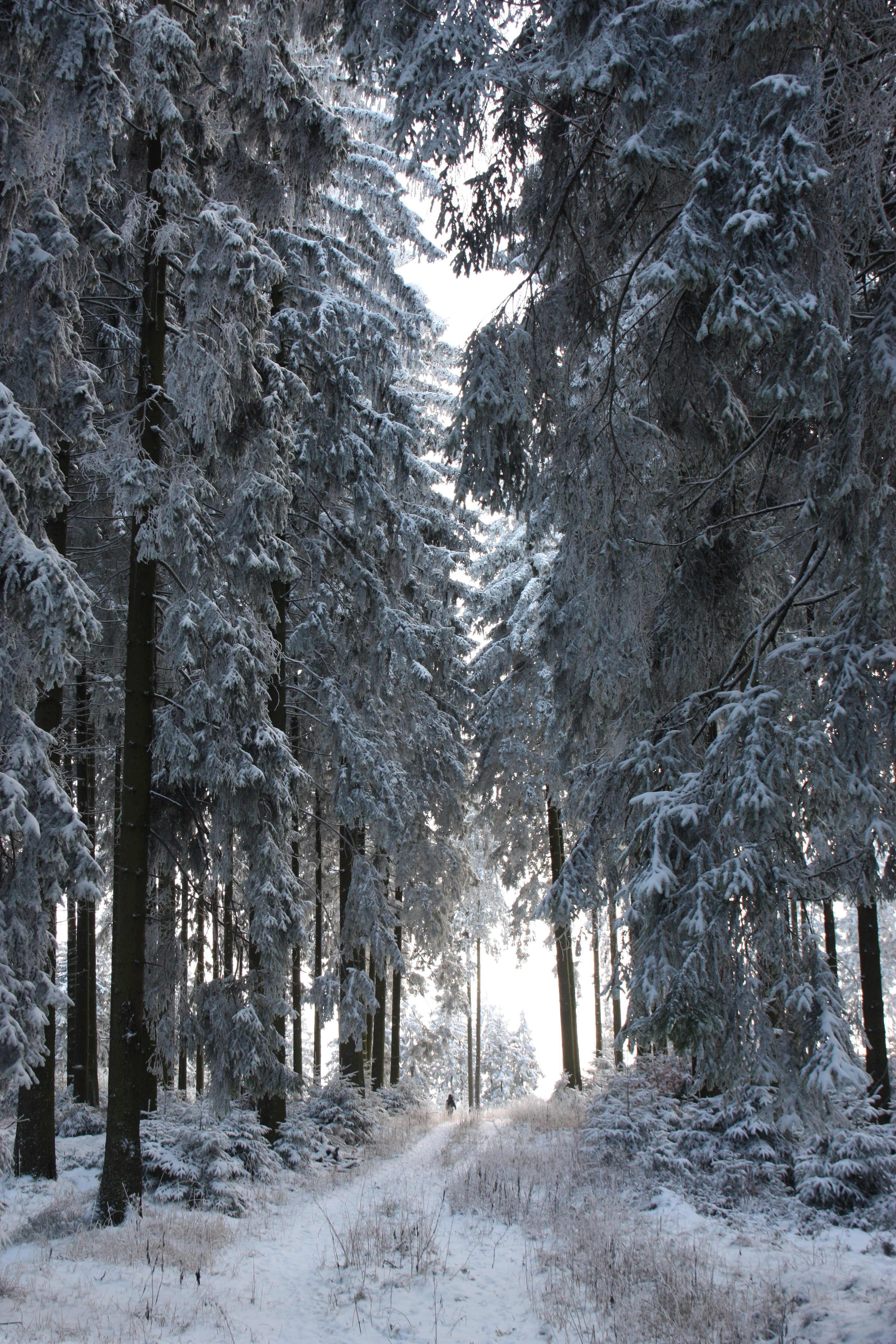
Le Sauerland sous la neige à Meschede.

Au sud de Bestwig se trouvent les chutes de Plästerlegge, les plus hautes chutes de Rhénanie-du-Nord-Westphalie.

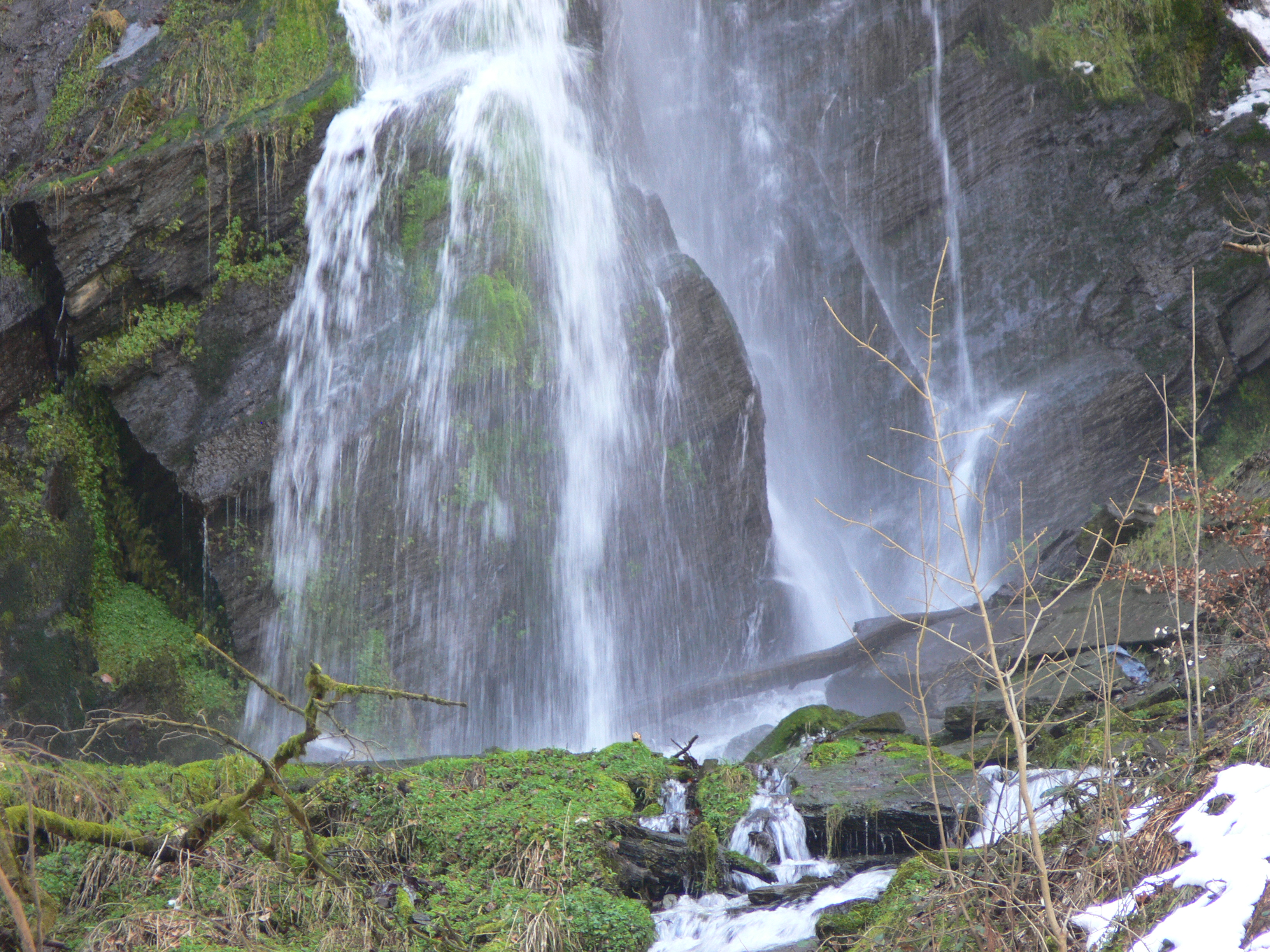
Les chutes de Plästerlegge.

La faune et la flore du Sauerland est l’une des curiosités du Nord de l’Allemagne. Les principaux sommets des Rothaargebirge se trouvent entre les villes de Winterberg, d’Olsberg et de Brilon, au Kahler Asten et dans les alpages de Neuer Hagen. Les conditions climatiques particulières et une altitude dépassant ponctuellement les 800 m expliquent la présence d’espèces rares en Rhénanie-du-Nord-Westphalie : on peut citer à cet égard la laitue des Alpes (Cicerbita alpina), le lycopode des Alpes (Diphasiastrum alpinum) et la pensée à deux fleurs (Viola biflora).
Le plateau calcaire de Brilon et ses sommets couverts d'une prairie sèche abritent eux aussi une flore spécifique :  l’orobanche du thym (Orobanche alba) et le séséli des steppes (Seseli annuum). La végétation des sources calcaires de l’Alme est elle aussi hétérogène : on y rencontre le cochléaire des Pyrénées (Cochlearia pyrenaica).
La confluence du Medebach est classée ZICO du fait de la présence permanente de la pie-grièche grise, de l’écorcheur et du tarier des prés.
Le Marsberg et la vallée de la Diemel présentent de vastes prairies rases au sous-sol formé de dépôts de roches anhydrites et évaporites, de dolomies remontant au Lopingien. Le chaos rocheux d’Hemer, né de l’effondrement d’anciens fontis, est un autre site remarquable.
Une association (Verein für Natur- und Vogelschutz im Hochsauerlandkreis, VNV) milite pour la conservation du patrimoine floral et le maintien de la biodiversité dans l’arrondissement du Haut-Sauerland. Dans les arrondissements voisins de La Marck et de Soest, des stations biologiques veillent à la préservation des espèces locales.

## Localités

### Haut-Sauerland
| - Arnsberg - Brilon - Hallenberg - Marsberg - Medebach - Meschede | - Olsberg - Schmallenberg - Sundern - Winterberg - Bestwig - Eslohe |

### La Marck
| - Altena - Balve - Halver - Hemer - Herscheid - Iserlohn - Kierspe - Lüdenscheid | - Meinerzhagen - Menden - Nachrodt-Wiblingwerde - Neuenrade - Plettenberg - Schalksmühle - Werdohl |

### Olpe
| - Attendorn - Drolshagen - Lennestadt - Olpe | - Finnentrop - Kirchhundem - Wenden |

### Soest
| - Ense - Möhnesee | - Rüthen - Warstein |

### Waldeck-Frankenberg
- Upland